# La columna trencada
La columna trencada (en castellà, originàriament, La columna rota) és una obra de la pintora mexicana Frida Kahlo. Va ser feta el 1944 en oli sobre tela muntada en aglomerat de 40 x 30.7 centímetres i es conserva al Museu Dolores Olmedo Patiño de la Ciutat de Mèxic.

## Descripció
L'obra és un autoretrat de l'autora a mig vestir mostrada amb una columna jònica fragmentada, representant la seva columna vertebral, i una cotilla ortopèdica envoltant-li el cos. Li cobreix de la cintura en avall un llençol amb moviment i té desenes de claus al rostre i cos. Es mostra amb el rostre girat cap a un costat i té llàgrimes de color blanc sortint dels seus ulls.
El fons de la pintura és d'una superfície esquerdada de color verdós i un horitzó blavós.

## Context
L'obra va ser pintada per Kahlo després d'ésser operada quirúrgicament de la columna vertebral a causa de les lesions que va patir després de l'accident de 1925, i va haver de portar d'ara endavant una cotilla d'acer, que li provocava intensos dolors.

## Interpretacions
L'obra és interpretada com un símbol del dolor que patia l'autora en tot el seu cos a conseqüència de les seves lesions. Els claus van ser utilitzats en l'obra de Kahlo com un signe del dolor físic, i de la seva relació constant amb ell mateix de manera estoica. El rostre és mostrat amb llàgrimes però sense expressions de dolor, el que significaria la seva determinació d'afrontar la seva condició.
La composició de l'obra i el faldar blanc farien èmfasi en mostrar a l'autora a la usança de les imatges de màrtirs cristians, a Jesucrist en la resurrecció,o cobrir els seus òrgans sota el maluc amb referència a la seva impossibilitat de ser mare. El paisatge àrid de fons remetria la desolació i la solitud que sentia l'autora en aquest moment.